# Nunatak Jakunina
Nunatak Jakunina är en nunatak i Antarktis. Den ligger i Västantarktis. Argentina och Storbritannien gör anspråk på området. Toppen på Nunatak Jakunina är 907 meter över havet.
Terrängen runt Nunatak Jakunina är platt åt sydost, men åt nordväst är den kuperad. Trakten är obefolkad. Det finns inga samhällen i närheten.